# Frank Fuchs-Kittowski

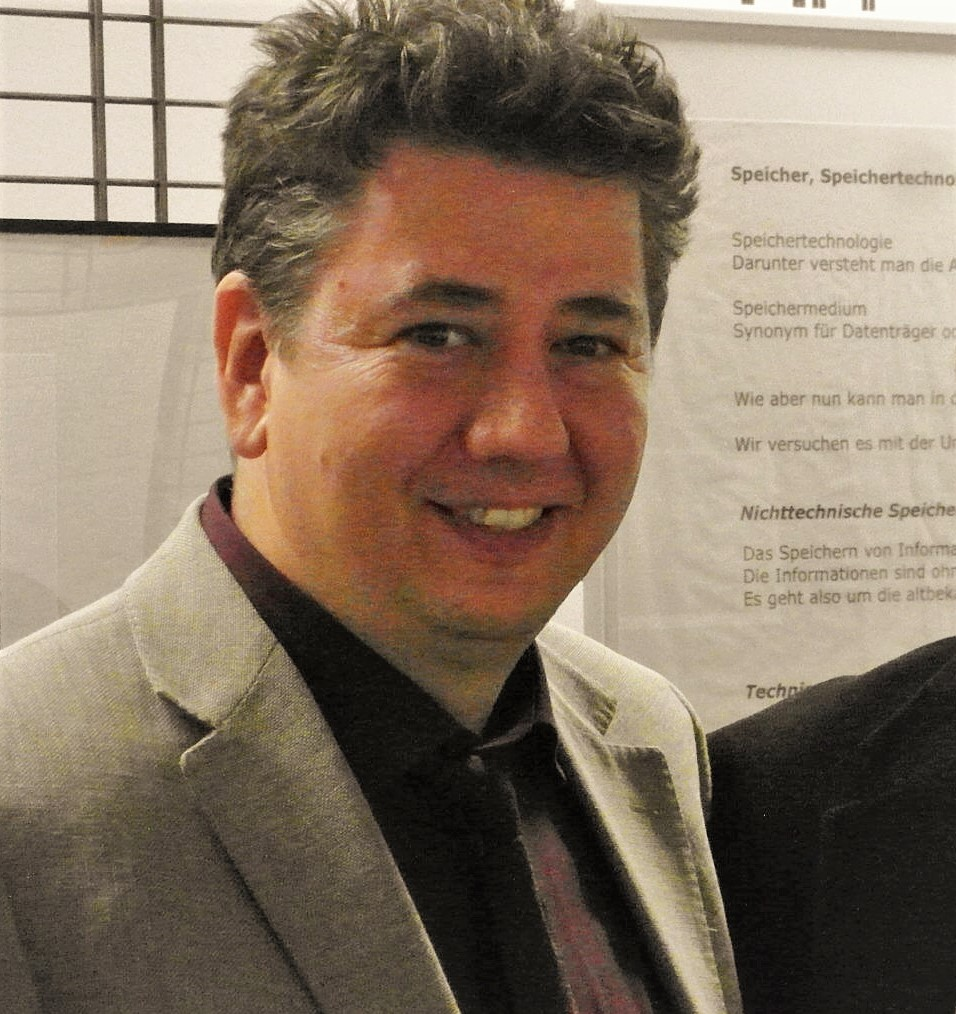
Frank Fuchs-Kittowski

Frank Fuchs-Kittowski (* 28. November 1970 in Berlin) ist ein deutscher Informatiker und Professor für Informatik, spezialisiert auf IT-Systeme zur Unterstützung mobiler, wissensintensiver und kollaborativer Arbeit.

## Werdegang
Frank Fuchs-Kittowski ist der jüngere Sohn des Informatikers und Wissenschaftsphilosophen Klaus Fuchs-Kittowski und seiner damaligen Ehefrau Marlene Fuchs-Kittowski, klinische Psychologin und habilitierte Philosophin. Sein sieben Jahre älterer Bruder Gerhard Fuchs-Kittowski lebt ebenfalls in Berlin und ist als Wirtschaftshistoriker mit der Restitution jüdischen Eigentums befasst.
Frank Fuchs-Kittowski entstammt einem traditionsreichen Gelehrtenkreis, zu dem neben seinen Eltern insbesondere sein Urgroßvater Emil Fuchs und dessen Nachkommen sowie Wilhelm Franz Francke, Paul Wagner und Georg Klaus gehören.
Von 1977 bis 1987 besuchte Frank Fuchs-Kittowski die 17. Polytechnische Oberschule „Wilhelm Florin“ in Berlin-Mitte und erlangte den Abschluss der 10. Klasse der allgemeinbildenden Polytechnischen Oberschule (POS). Danach war er bis 1989 Schüler der Erweiterten Oberschule  „Max Planck“ in Berlin-Mitte und erlangte als Abschluss das Abitur. Im Rahmen der Wehrpflicht absolvierte er danach einen Grundwehrdienst bei der Nationalen Volksarmee (NVA) der DDR bis zu deren Auflösung mit der deutschen Wiedervereinigung im Jahr 1990.
Sein Studium der Informatik an der Technischen Universität Berlin (TUB) nahm den Zeitraum von 1990 bis 1997 ein. Dabei hat er in den Jahren 1993 und 1994 ein Auslandsstudium im Rahmen des ERASMUS-Austauschprogramms an der University of Manchester eingeschoben und sich dort der Computerlinguistik gewidmet. Hier war er zugleich als Deutschlehrer am Department of Language and Linguistics tätig. Im Jahre 1994 wurde er als Stipendiat in die Studienstiftung des Deutschen Volkes aufgenommen. In den Jahren 1994 bis 1996 war er als studentischer Mitarbeiter am Konrad-Zuse-Zentrum für Informationstechnik (ZIB) mit der Entwicklung von Algorithmen in der Programmiersprache C++ für den Parallelrechner Cray-T3D befasst. Im Jahre 1996 hatte er eine Diplomandenstelle am Fraunhofer-Institut für Software- und Systemtechnik (ISST) in Berlin inne. Seinen Abschluss als Diplom-Informatiker erlangte er an der TUB mit der Arbeit „Synchrone Telekooperationssysteme in der betrieblichen Anwendung“ (Note: sehr gut).

## Berufstätigkeit als Informatiker
Der Berufseinstieg von Frank Fuchs-Kittowski erfolgte im Frühjahr 1997 als Wissenschaftlicher Mitarbeiter am Fraunhofer-Institut für Software- und Systemtechnik (ISST), ab 1999 in der Funktion eines Projektleiters und Gruppenleiters. Seine wissenschaftlichen Arbeitsschwerpunkte waren Informationslogistik, geschäftsprozessorientiertes Informations- und Wissensmanagement sowie kooperative Wissensarbeit. Hier sammelte er anspruchsvolle, theoretische Fachkenntnisse und zugehörige praktische Erfahrungen. Insbesondere hat er zahlreiche Industrie- und Forschungsprojekte in verschiedenen Themengebieten akquiriert, durchgeführt und geleitet. Beispielsweise hat er am Fraunhofer-ISST in einer Reihe von Industrie-Projekten mit der Entwicklung von Vorstudien (Fa. Dussmann AG), Machbarkeitsstudien (TU Berlin), Marktstudien (Kreis Soest), Konzeptvorschlägen (Wella AG), Entscheidungsvorlagen (IG Metall) u. a. Entscheidungen durch das Management sowie darauffolgende Projekte zur Konzeption, Entwicklung, Einführung und Anwendung betrieblicher Informationssysteme vorbereitet. Zum anderen hat er in Forschungs- und Entwicklungsprojekten gemeinsam mit Partnern aus der Industrie komplexe Informationssysteme realisiert (z. B. APO-Pilot, WiKo, SemAT).
Seine Promotion zum Doktor-Ingenieur (Dr.-Ing.) erfolgte im Dezember 2006 am Fachbereich Informatik der TU Berlin mit der Dissertationsschrift „Integrierte IT-Unterstützung der Wissensarbeit – Eine tätigkeits- und kooperationsorientierte Perspektive“; Gutachter waren die Professoren H. Weber, Helmut Krcmar und Bernd Lutterbeck. Die mit dieser Dissertation vorgelegten und in der Praxis erprobten Gedanken und Konzepte wurden effektiv zur Gestaltung des betrieblichen Wissensmanagements umgesetzt sowie für die interdisziplinäre Lehre und Forschung auf diesem Gebiet genutzt.
Zu seinen Funktionen am Fraunhofer-ISST gehörten insbesondere die Konzipierung und Akquise von Forschungs- und Entwicklungsprojekten mit Drittmitteln auf nationaler und internationaler Ebene  sowie auch die Betreuung und Anleitung von Wissenschaftlichen Mitarbeitern, Studierenden und Praktikanten. Darüber hinaus übernahm er Lehrveranstaltungen an der TU Berlin zu den Themen „Elektronische Märkte und Elektronischer Handel“, „Web-basiertes Lernen“, „Technische Informationssysteme (Modellierung)“ sowie an der FHTW Berlin spezielle Vorlesungen zu „Verfahren der Künstlichen Intelligenz“ sowie „Wissensmanagement und Kooperationssysteme“.
Frank Fuchs-Kittowski ist seit 1992 mit der Zahnärztin Lydia Schulze (* 1973) liiert, und das Paar hat die beiden Töchter Antonia (* 2001) und Elisabeth (* 2007).

## Professor für Umweltinformatik

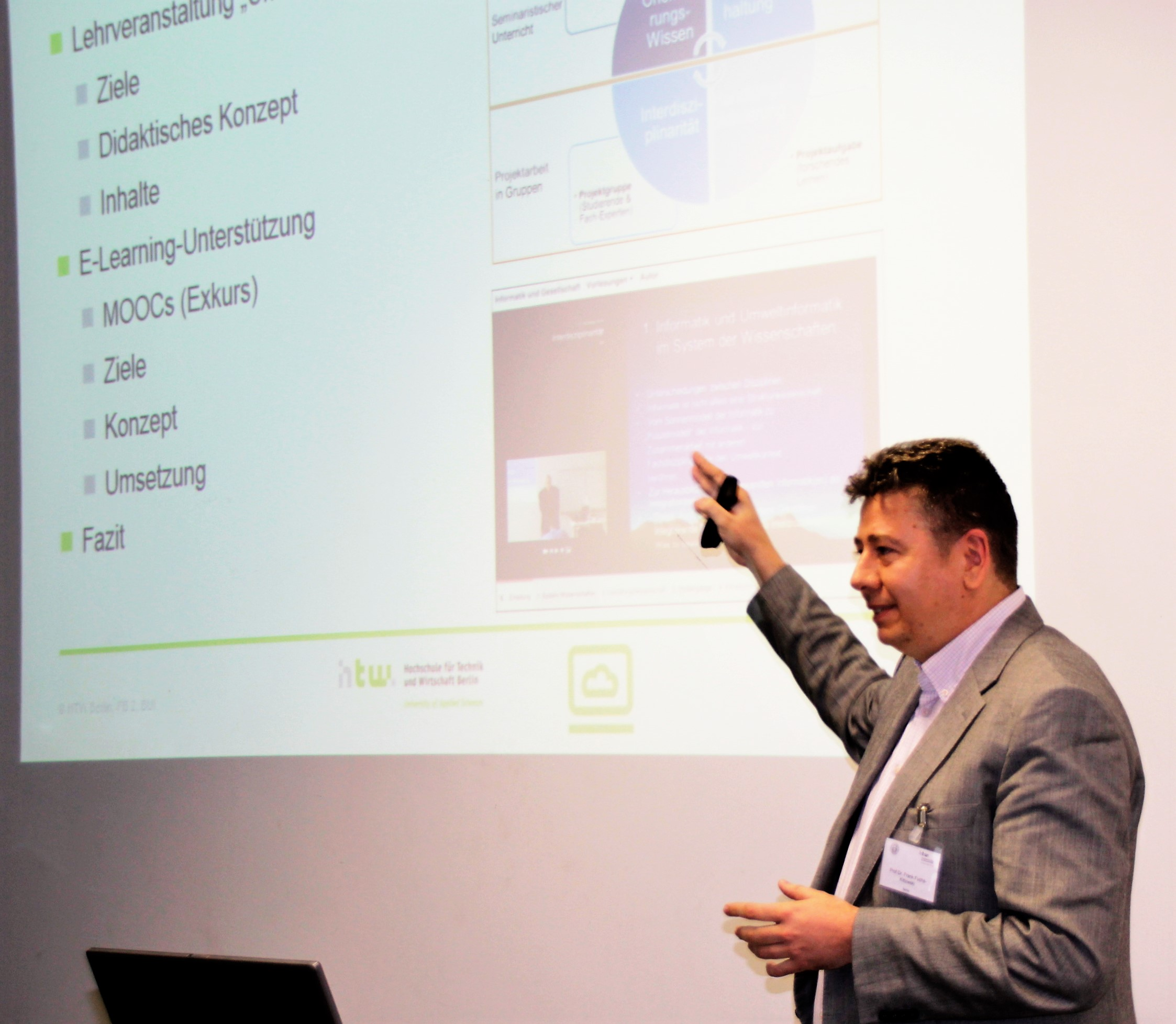
Frank Fuchs-Kittowski bei der Tagung „Informatik und Gesellschaft“ der Leibniz-Sozietät und der HTW Berlin (2015)

Im Jahre 2009 wurde Frank Fuchs-Kittowski als Professor für Informatik an die Hochschule für Technik und Wirtschaft Berlin (HTW Berlin) im Bachelor- und Masterstudiengang „Betriebliche Umweltinformatik“ berufen. Diese Professur entspricht in hohem Maße seinen langjährig erworbenen Kenntnissen und seinem speziellen Erfahrungsschatz, insbesondere im Anwendungsbereich des Umwelt- und Katastrophenschutzes. Fuchs-Kittowski hat die Ausbildung von Studierenden mit Abschlüssen als Bachelor und Master in der im deutschsprachigen Raum seltenen Spezialisierung für (Betriebliche) Umweltinformatik durch seine Lehrveranstaltungen nennenswert erweitert.
Fuchs-Kittowski hat hiermit zum Aufbau und zur Profilierung des Studienganges Betriebliche Umweltinformatik sowie zur Pionierarbeit in dieser sehr jungen Richtung der angewandten Informatik beigetragen und diese inhaltlich durch spezielle Publikationen unterstützt, insbesondere durch mehrere Fachbücher. Als ein Experte der Betrieblichen Umweltinformatik sieht er dieses Fachgebiet, auf dem Deutschland mit seinen Unternehmen und Forschungspotenzialen weltweit eine führende Rolle spielt, keineswegs als technologisch abgeschlossen an. Daher arbeitet er weiterhin am wissenschaftlichen Vorlauf für künftige Lösungen im engen Kontakt mit Industrie- und Forschungspartnern. Er ist auch stellvertretender Sprecher des Forschungsschwerpunkts „Softwaresysteme und Informatikmethoden für eine nachhaltige Entwicklung“ der HTW Berlin.

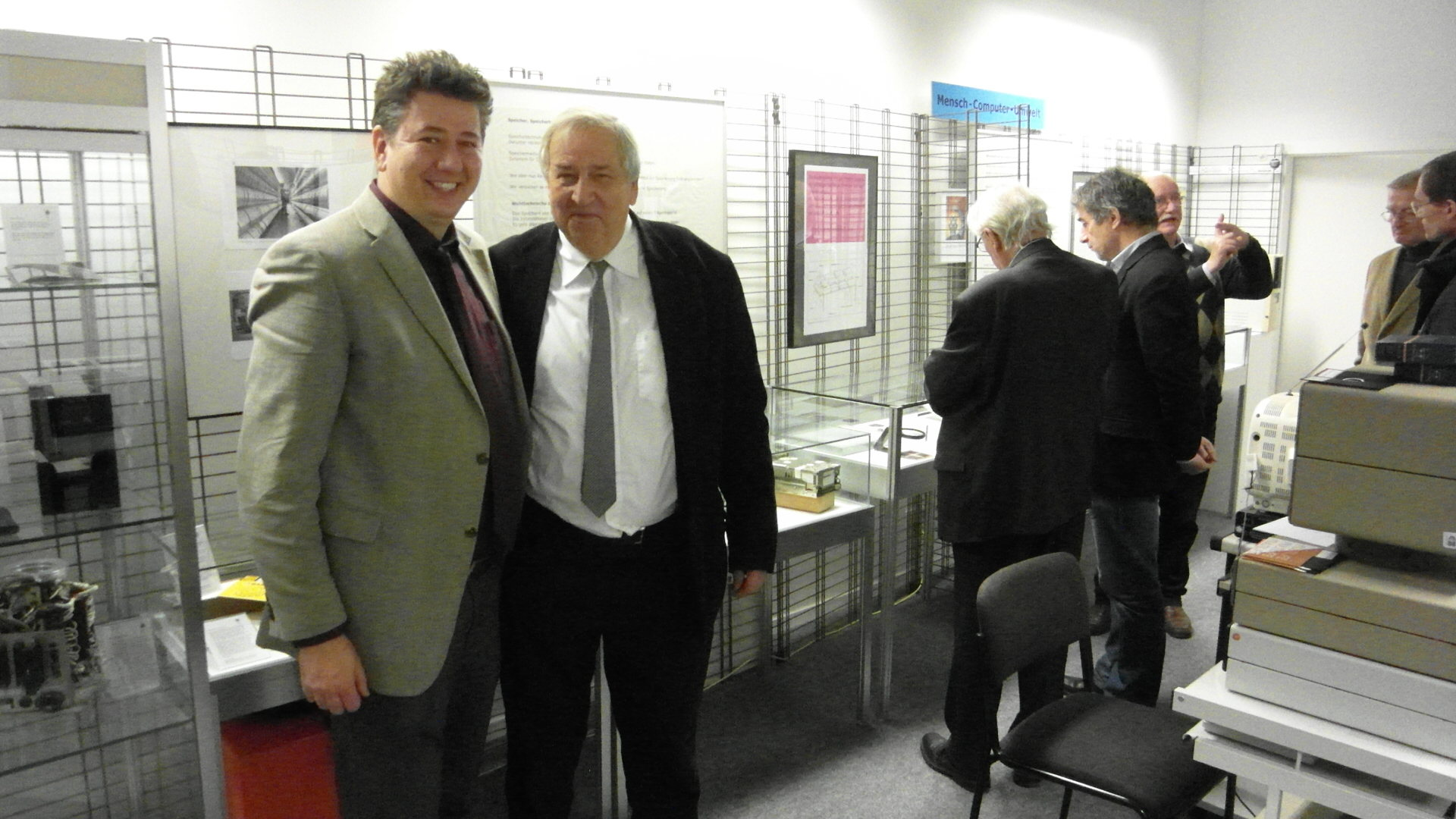
Frank Fuchs-Kittowski (links) mit seinem Vater Klaus Fuchs-Kittowski im Computermuseum der HTW Berlin auf dem Campusteil Wilhelminenhof in Berlin-Oberschöneweide

Wissenschaftliche Schwerpunkte seiner Forschungsgruppe an der HTW Berlin sind zum einen Methoden und Systeme zur Unterstützung der Zusammenarbeit und Kollaboration (insbesondere Social Software, Enterprise 2.0, kooperative Wissensarbeit, Crowdsourcing, Crowdtasking und Citizen Science) und zum anderen Methoden und Konzepte für Mobile geodatenbasierte Informationsinfrastrukturen und Anwendungen (mit Mobile Sensing und Mobile Augmented Reality), wobei den Anwendungsbereich oftmals der (betriebliche) Umwelt- und Katastrophenschutz bildet, insbesondere der Hochwasserschutz.
Zugleich ist Frank Fuchs-Kittowski als Bereichsleiter „Umweltinformationssysteme“ am „Fraunhofer Institut für offene Kommunikationssysteme FOKUS“ im Kompetenzzentrum „ESPRI“ tätig und arbeitet an Lösungen für die frühzeitige Gefahrenerkennung und Bevölkerungswarnung im öffentlichen und privaten Sektor sowie der Einbeziehung der Bevölkerung in den Umwelt- und Katastrophenschutz.
Über die Forschungsresultate seines Teams hat Fuchs-Kittowski zahlreiche Vorträge auf Konferenzen und wissenschaftlichen Veranstaltungen gehalten, deren Durchführung er teilweise selbst angeregt und mitorganisiert hat. Seine wissenschaftlichen Publikationen spiegeln zugleich seine Teamarbeit wider und umfassen über 100 Arbeiten, davon zahlreiche Proceedings und Buchbeiträge sowie mehrere Bücher.

## Mitgliedschaften und Ehrungen (Auswahl)
- 1993 ERASMUS-Stipendium für Auslandsstudium an der Manchester University, UK
- seit 1994 Stipendiat der Studienstiftung des Deutschen Volkes
- seit 1997 Mitglied in der Gesellschaft für Informatik (GI)
- 2001–2004 sowie 2007–2010 Gewählter Vertreter des Fraunhofer-ISST im Wissenschaftlich-Technischen Rat (WTR) der Fraunhofer-Gesellschaft
- seit 2009 Programmausschuss „IT-Spezialisten“ der CertIT GmbH
- seit 2010 Fachausschuss „Personenzertifizierung“ des DEKRA Certification GmbH
- seit 2011 Arbeitsausschuss für „Technik und Automation“ des Deutschen Beamtenbundes
- seit 2012 Kommission „Krisenmanagement“ der Deutschen Gesellschaft für Kartografie (DGfK)
- Stellv. Sprecher des Forschungsschwerpunkts „Softwaresysteme und Informatikmethoden für eine nachhaltige Entwicklung“ der HTW Berlin
- seit 2015 Mitglied des Akademischen Senats der HTW Berlin
- 2017 International Federation for Information Processing (IFIP), Working Group 5.11 “Computers and Environment”: International Symposium on Environmental Software Systems (ISESS), Best Paper Awards: Mobile crowd sensing of water level to improve flood forecasting in small drainage areas. (mit Simon Burkard, Anna O’Faolain de Bhroithe)
- 2017 ISESS, Best Paper Awards: ENSURE - Integration of volunteers in disaster management. (mit Michael Jendreck, Ulrich Meissen, Michel Rösler, Eridy Lukau, Stefan Pfennigschmidt, Markus Hardt)
- 2020 Forschungspreis der HTW Berlin

## Veröffentlichungen (Auswahl)
- Fuchs-Kittowski, Frank; Nentwig, Lutz; Sandkuhl, Kurt: Einsatz von Telekooperationssystemen in großen Unternehmen - Ergebnisse einer empirischen Untersuchung. In: Mambrey, P.; Streitz, N.; Sucrow, B.; Unland, R.: Rechnergestützte Kooperation in Verwaltungen und großen Unternehmen. Tagungsband zum Workshop im Rahmen der Jahrestagung der Gesellschaft für Informatik (Informatik '97), Aachen 1997, S. 50–63.
- Fuchs-Kittowski, Frank; Fuchs-Kittowski, Klaus; Sandkuhl, Kurt: Synchrone Telekooperation als Baustein für virtuelle Unternehmen - Schlußfolgerungen aus einer empirischen Untersuchung. In: Herrmann, Th.; Just-Hahn, K. (Hrsg.): Groupware und organisatorische Innovation (D-CSCW '98). Stuttgart: B. G. Teubner Verlag 1998, S. 19–36.
- Sandkuhl, Kurt; Fuchs-Kittowski, Frank: Telecooperation in decentralized organizations. In: Behaviour & Information Technology - Special Issue on „Analysis of Cooperation and Communication - Organizational and Technical Design of Telecooperative Systems“. London: Taylor & Francis, Vol. 18, No. 5, September–Oktober 1999, S. 339–347.
- Fuchs-Kittowski, Frank; Gabriel, Peter (Hrsg.): Electronic commerce - elektronischer Geschäftsverkehr im Internet - Technologien und Anwendungen. Berlin: Fraunhofer-Institut Software- und Systemtechnik 2000.
- Fuchs-Kittowski, Frank; Rogalla, Irmhild; Manski, Katja: Arbeitsprozess-orientierte Weiterbildung - Ausgangspunkt für Wissensnutzung und -entstehung. In: Proceedings zur Konferenz „Knowledge Engineering & Management“, 3. Konferenz zu Wissenstechnologien (KnowTech 2001), November 2001 in Dresden.
- Fuchs-Kittowski, Frank; Walter, Rolf: Prozessorientierte Technikunterstützung für arbeitsprozessorientierte Weiterbildungen. In: Michael Herczeg, Horst Oberquelle, Wolfgang Prinz (Hrsg.): Mensch und Computer 2002 - Vom interaktiven Werkzeug zu kooperativen Arbeits- und Lernwelten. 2. Fachübergreifende Konferenz, 2.–5.9.2002, Hamburg, (Berichte des German Chapter of the ACM, Band ), Stuttgart: B. G. Teubner Verlag 2002, S. 275–284.
- Fuchs-Kittowski, F.; Manski, K.; Faust, D.; Prehn, M.; Schwenzien, I.: Arbeitsprozessorientiertes E-Learning mit Methoden und Werkzeugen des prozessorientierten Wissensmanagement. In: Bode, Arndt; Desel, Jörg; Rathmayer, Sabine; Wessner, Martin (Hrsg.): DeLFI 2003: Die 1. e-Learning Fachtagung Informatik. Tagungsband der 1. e-Learning Fachtagung Informatik, 16.–18.9.2003, Garching bei München, Lecture Notes in Informatics (LNI) - Proceedings, Volume P-37, Bonn: Gesellschaft für Informatik 2003, S. 392–401.
- Fuchs-Kittowski, Frank; Faust, Daniel: WiKo – Eine integrierte Wissens- und Kooperations-Plattform. In: Keil-Slawik, R.; Selke, H.; Szwillus, G. (Hrsg.): Mensch & Computer 2004: Allgegenwärtige Interaktion. München: Oldenbourg Verlag 2004, S. 231–240.
- Fuchs-Kittowski, Frank; Prinz, Wolfgang (Hrsg.): Interaktionsorientiertes Wissensmanagement. Frankfurt a. M.; Berlin; Bern; Bruxelles; New York; Oxford; Wien: Peter Lang Wissenschaftsverlag 2005, ISBN 3-631-54237-2.
- Fuchs-Kittowski, Frank; Preuß, Marko: Lernende virtuell vernetzen. In: Loroff, Claudia; Manski, Katja; Mattauch, Walter; Schmidt, Martin (Hrsg.): Arbeitsprozessorientierte Weiterbildung - Lernprozesse gestalten, Kompetenzen entwickeln. Bielefeld: W. Bertelsmann Verlag 2006, S. 303–320.
- Integrierte IT-Unterstützung der Wissensarbeit - eine tätigkeits- und kooperationsorientierte Perspektive. Lohmar; Köln: Eul Verlag 2007, ISBN 978-3-89936-590-0.
- Fuchs-Kittowski, Frank; Faust Daniel: The Semantic Architecture Tool (SemAT) for Collaborative Enterprise Architecture Development. In: Briggs, R.O.; Antunes, P.; de Vreede, G.-J.; Read, A.S. (Hrsg.): Groupware: Design, Implementation, and Use. LNCS 5411, Berlin u. a.: Springer Verlag 2008, S. 151–163.
- Fuchs-Kittowski, Frank; Hüttemann, Detlef: Towards an Integrated Collaboration and Knowledge Environment for SME based on Web 2.0 Technologies – Quality assurance in enterprise wikis. In: Hinkelmann, Knut; Wache, Holger (Hrsg.): WM 2009: 5th Conference on Professional Knowledge Management. March 25-27, 2009 Solothurn, Switzerland, GI-Edition - Lecture Notes in Informatics (LNI), P-145, Bonn: Bonner Köllen Verlag 2009, S. 532–543.
- Fuchs-Kittowski, Frank; Voigt, Stefan (Hrsg.): Web 2.0 in produzierenden kleinen und mittelständischen Unternehmen - eine empirische und vergleichende Studie über den Einsatz von Social Software in kleinen und mittelständischen Unternehmen des produzierenden Gewerbes. Stuttgart: Fraunhofer-Verlag 2010, ISBN 978-3-8396-0099-3.
- Voigt, Stefan; Fuchs-Kittowski, Frank; Hüttemann, Detlef; Klafft, Michael: ICKEwiki: Requirements and Concepts for an Enterprise Wiki for SMEs. In: WikiSym 2011. Proceedings of the 7th International Symposium on Wikis and Open Collaboration. New York, NY, USA: ACM 2011, S. 144–153.
- Fuchs-Kittowski, Frank; Simroth, Stefan; Himberger, Sebastian; Fischer, Fabian: A content platform for smartphone-based mobile augmented reality. In: Arndt, H.-K.; Knetsch, G.; Pillmann, W. (Hrsg.): Proceedings of 26th International Conference on Informatics for Environmental Protection (EnviroInfo2012) – Part 1: Core application areas. Aachen: Shaker Verlag 2012, S. 403–412.
- Meissen, Ulrich; Faust, Daniel; Fuchs-Kittowski, Frank: WIND - A meteorological early warning system and its extensions towards mobile devices. In: Page, B. et al. (Hrsg.): Proceedings of the 27th Int. Conf. on Environmental Informatics - EnviroInfo 2013. Aachen: Shaker Verlag 2013, S. 612–619.
- Fuchs-Kittowski, Frank; Fuchs-Kittowski, Klaus: Web 2.0 zur Unterstützung der Wissensarbeit im Innovationsprozess – Soziale Kognition im Prozess der Kooperation zur Erhöhung der Chancen für Innovation. In: Banse, Gerhard; Grimmeis, Herrmann (Hrsg.): Wissenschaft – Innovation – Technologie. Abhandlungen der Leibniz-Sozietät der Wissenschaften, Bd. 37. Berlin, trafo Wissenschaftsverlag 2014, S. 351–388.
- Fuchs-Kittowski, Frank; Faust, Daniel: Architecture of Mobile Crowdsourcing Systems. In: Nelson Baloian, Frada Burstein, Hiroaki Ogata, Flavia Santoro, Gustavo Zurita (Hrsg.): Collaboration and Technology. Proceedings of the 20th International Conference on Collaboration and Technology (CRIWG 2014), Santiago, Chile, September 7th-10th 2014, LNCS 8658. Springer International Publishing Verlag 2014, S. 121–136, ISBN 978-3-319-10165-1 (Print), ISBN 978-3-319-10166-8 (E-Book).
- Mobile Erweiterte Realität – Neue Möglichkeiten der Wahrnehmung und Darstellung der Wirklichkeit. In: Kybernetik, Informatik, Logik und Semiotik - Philosophische Sichtweisen. Berlin:  trafo Wissenschaftsverlag 2015, S. 189–206, ISBN 978-3-86464-095-7.
- Wohlgemuth, Volker; Fuchs-Kittowski, Frank; Wittmann, Jochen (Hrsg.): Advances and New Trends in Environmental Informatics - Stability, Continuity, Innovation. Berlin u. a.: Springer International Publishing Verlag 2016, ISBN 978-3-319-44710-0.
- Wohlgemuth, Volker; Fuchs-Kittowski, Frank;  Jochen Wittmann (Hrsg.): Environmental Informatics – Stability, Continuity, Innovation: Current trends and future perspectives based on 30 years of history. Aachen: Shaker Verlag 2016, ISBN 978-3-8440-4687-8.
- Fuchs-Kittowski, Frank; Faust, Daniel; Gruner, Christian; Kärner, Robert; Tash, Sascha: Mobile Sensing von Umweltdaten zur Unterstützung der Indoor-Navigation am Beispiel U-Bahn. In: Umweltinformationssysteme - Umweltbeobachtung Nah und Fern. 23. Workshop „Umweltinformationssysteme - UIS 2016“, UBA-Dokumentationen XX/2016, Umweltbundesamt, Dessau-Roßlau 2016.
- Fuchs-Kittowski, Frank; Kriesel, Werner (Hrsg.): Informatik und Gesellschaft. Festschrift zum 80. Geburtstag von Klaus Fuchs-Kittowski. Frankfurt a. M., Bern, Bruxelles, New York, Oxford, Warszawa, Wien: Peter Lang Internationaler Verlag der Wissenschaften, PL Academic Research 2016, 543 S., ISBN 978-3-631-66719-4 (Print), ISBN 978-3-653-06277-9 (E-Book).
- Fuchs-Kittowski, Frank; Meissen, Ulrich: Mobile Anwendungen für Bürger im Katastrophenschutz. In: Knauth, M. (Hrsg.): Digitalisierung - Menschen zählen. Band 6 der Schriftenreihe „Beiträge und Positionen“, BWV Berliner Wissenschafts-Verlag 2016, S. 178–184, ISBN 978-3-8305-3700-7.
- Burkard, Simon; Fuchs-Kittowski, Frank; O’Faolain de Bhroithe, Anna: Mobile crowd sensing of water level to improve flood forecasting in small drainage areas. In: Environmental Software Systems - 12th IFIP WG 5.11 International Symposium (ISESS 2017), S. 129–145. Springer International Publishing, Berlin u. a. 2017.
- Fuchs-Kittowski, Frank; Jendreck, Michael; Meissen, Ulrich; Rösler, Michel; Lukau, Eridy; Pfennigschmidt, Stefan; Hardt, Markus: ENSURE - Integration of volunteers in disaster management. In: Environmental Software Systems - 12th IFIP WG 5.11 International Symposium (ISESS 2017), S. 143–153. Springer International Publishing, Berlin u. a. 2017.
- Freitag, Ulrike; Fuchs-Kittowski, Frank; Hosenfeld, Friedhelm; Abecker, Andreas; Reinecke, Anja (Hrsg.): Umweltinformationssysteme – Umweltdaten in allen Dimensionen und zu jeder Zeit?. CEUR Workshop Proceedings 2197, Aachen: CEUR-WS.org 2018, ISSN 1613-0073
- Simon Burkhard, Frank Fuchs-Kittowski, Ruben Müller, Bernd Pfützner: Flood Management Platform for Small Catchments with Crowd Sourcing. In: 5th International Conference on Information and Communication Technologies for Disaster Management (ICT-DM’2018). IEEE Xplore, Sendai, Japan 2018, ISBN 978-1-5386-6639-5, S. 1–8, doi:10.1109/ICT-DM.2018.8636378 (englisch).
- Freitag, Ulrike; Fuchs-Kittowski, Frank; Abecker, Andreas; Hosenfeld, Friedhelm (Hrsg.): Umweltinformationssysteme ‐ Wie verändert die Digitalisierung unsere Gesellschaft?. Wiesbaden: Springer Vieweg 2021, ISBN 978-3-658-30888-9. doi:10.1007/978-3-658-30889-6.
- Fuchs-Kittowski, Frank; Abecker, Andreas; Hosenfeld, Friedhelm (Hrsg.): Umweltinformationssysteme ‐ Wie trägt die Digitalisierung zur Nachhaltigkeit bei?. Wiesbaden: Springer Vieweg 2022, ISBN 978-3-658-35684-2. doi:10.1007/978-3-658-35685-9.
- Fuchs-Kittowski, Frank; Abecker, Andreas; Hosenfeld, Friedhelm; Ortleb, Heidrun; Klafft, Michael (Hrsg.): Umweltinformationssysteme ‐ Vielfalt - Offenheit - Komplexität?. Wiesbaden: Springer Vieweg, ISBN 978-3-658-39795-1. doi:10.1007/978-3-658-39796-8
- Fuchs-Kittowski, Frank; Abecker, Andreas; Hosenfeld, Friedhelm; Reineke, Anja; Jolk, Christian (Hrsg.): Umweltinformationssysteme - Digitalisierung im Zeichen des Klimawandels und der Energiewende. Wiesbaden: Springer Vieweg 2024, ISBN 978-3-658-43734-3. doi:10.1007/978-3-658-43735-0